# Semoner
Semoner (latin semones, singular semo) var hos romarna skyddsandar (motsvarande de katolska skyddshelgonen); de betecknade ursprungligen den verkande kraften i varje handling, såsom insitor, den gudom som gjorde att sådden växte, Pomona, den gudinna som lät träden bära frukt.
Dessa gudomligheter, "special- eller begreppsgudar", hade ännu inte fått utpräglad personlighet, utan var hos de italiska folken dunkla, endast anade väsen. "Romarnas religion var helt och hållet prosa, lika torftig som deras bostäder, men också, lika invecklad som deras jurisprudens". Även staten, hären o.s.v. hade sina semoner. Inte alltid är namnets sammanhang med semonens verksamhet så klar som i ovannämnda exempel. Detta beror därpå, att semonens namn tillhör ett äldre bortglömdt språklager.